# Мунгалова, Ольга Петровна
Ольга Петровна Мунгалова (28 ноября [11 декабря] 1905 — 26 августа 1942 года, Молотов) — советская артистка балета и педагог. С 1923 по 1942 работала в ГАТОБ — Ленинградском театре оперы и балета им. С. М. Кирова. Известна как новатор, вводивший в танец новые сложные элементы танцевальной акробатики. Вела в хореографическом училище класс гротеска. Часть освоенных ею движений вошли в обязательный балетный тренинг.

## Биография
В 1923 окончила Петроградское театральное училище (педагоги О. И. Преображенская и А. Я. Ваганова). Её первое выступление на сцене состоялось в том же году в партии Девушки в балете «Эрос», поставленном в 1915 году в Мариинском театре М. М. Фокиным на музыку «Серенады для струнного оркестра» П. И. Чайковского. Спектакль был одной из попыток балетмейстеров-новаторов найти новые формы на пути использования симфонической музыки, в данном случае под существующую музыку сочинялся определённый сюжет.
Балерина входила в творческую группу «Молодой балет», участники которой выступали с концертными номерами, в которых балет сочетался с эстрадными танцами. Группа решала не только творческие экспериментальные задачи, но и сугубо меркантильные вопросы пропитания участников. Лидером этой группы был Георгий Баланчивадзе, который вскоре после этого, став эмигрантом, прославился как Джордж Баланчин. Много позднее он вспоминал, что в эти годы был влюблён в Ольгу Мунгалову, у которой были очень красивые ноги. В этой группе участвовал и Пётр Гусев, ставший её постоянным партнёром до 1935 года, когда он перешёл в Большой театр.
Со времён «Молодого балета» у Мунгаловой остался интерес к концертной деятельности. Вместе с П. Гусевым они выступали на эстраде в одинаковых коротких хитонах и паричках, имитирующих короткую стрижку, они были похожи на двух подростков. Они обычно выбирали эмоционально напряжённые музыкальные произведения. Танец производил впечатление спортивного соревнования, удивляя зрителя акробатической сложностью поддержек.
Её творческие успехи на сцене театра в первую очередь связаны с главным балетмейстером театра Ф. В. Лопуховым. Балет в то время находился в поиске новых форм выразительности, порою не всегда успешных. С точки зрения исполнительской техники увлечение Ольги Мунгаловой акробатикой и знакомство с эстрадным танцем отвечало новым задачам, которые ставил перед собой балетмейстер.
Одним из первых её выступлений в театре был исполненный совместно с П. Гусевым танец египетских акробатов в опере А. Н. Серова «Юдифь». Танец был поставлен Ф. В. Лопуховым в 1925 году. Как уже ясно из названия, этот новаторский танец был акробатическим. Ф. В. Лопухов вспоминал этот номер: «…Возьмем, к примеру, Ольгу Мунгалову. Вместе с П. Гусевым она начала свою творческую биографию с танца египетских акробатов в опере „Юдифь“. Не случайно этот номер был поставлен мною как танцевально-акробатический. У Гусева и особенно у Мунгаловой для этого были исключительные данные. Недаром Гусева прозвали впоследствии „король поддержки“. Что же касается Мунгаловой, то она обладала фигурой, созданной для акробатических поддержек и поз… Собранность, аккуратность, чувство позы, несколько суховатой, но всегда чеканной по своей пластике, большой прыжок и красивые по форме ноги выделяли Мунгалову среди других танцовщиц».
Неудачей закончилась постановка балета на музыку В. М. Дешевова «Красный вихрь», в котором Ольга Мунгалова выступала в качестве «шпаны». Вообще танцы отрицательных персонажей, наполненные гротеском, элементами модных танцев, были наиболее зрелищной частью спектакля, положительные герои которого терялись на их фоне.
Её первое и самое успешное премьерное выступление в ведущей балетной партии состоялось в 1927 году в балете «Ледяная дева», поставленном Ф. Лопуховым на музыку Э. Грига. Классический по сказочному сюжету балет нёс в себе элементы нового, явился важной вехой в становлении советской хореографии. Одним из слагаемых этой новизны была новая техника исполнения, убедительно продемонстрированной Ольгой Мунгаловой и её основным партнёром Петром Гусевым. Этот дуэт существенно развил технику поддержки. Ольга Мунгалова впервые показала в классическом балете «колечко», разновидность арабеска, в котором поднятая нога соприкасается с закинутой назад головой. Вся пластика движений раскрывала образ чуждых человеку сил природы. «…Выше всяких похвал — искусство Мунгаловой (Сольвейг), удачно сочетавшей эмоциональную выразительность, классическую строгость танца и изощрённую акробатическую тренировку…» (И. Соллертинский).
В 1929 году Ф. Лопухов поставил собственную редакцию балета П. И. Чайковского «Щелкунчик», ведущие партии Маши и Щелкунчика в нём исполняли Ольга Мунгалова и Пётр Гусев. Постановка характеризуется как «конструктивистская» и относится к числу неудач балетмейстера.
В 1930 году Ольга Мунгалова должна была выступать в партии Комсомолки в балете Д. Д. Шостаковича «Золотой век». Над балетом работало несколько постановщиков, главным из которых был В. И. Вайнонен. Её партия включала в себя сложные акробатические поддержки, которые ставил балетмейстер Л. В. Якобсон. На одной из репетиций она упала и получила трещину черепа, после чего долгое время болела. От режиссёра потребовали упростить партию. На премьере этот упрощённый вариант танцевала Галина Уланова. Позднее и Ольга Мунгалова танцевала эту партию (в ряде источников её неверно называют первой исполнительницей).
Ольга Мунгалова была первой исполнительницей партии секретаря комсомольской ячейки Ольги в состоявшейся 8 апреля 1931 года премьере сатирического балета Д. Д. Шостаковича «Болт». Эта постановка Ф. Лопухова также вызвала большую критику. В результате ряда неудач Ф. Лопухов прекратил работу в ГАТОБ.
В премьерной постановке новой редакции поставленного Л. М. Лавровским балета «Катерина» на музыку А. Адана и А. Г. Рубинштейна, состоявшейся 30 января 1936 года, она исполнила роль Юленьки.
Последней премьерной ролью стала партия Натэлы в балете А. Баланчивадзе «Сердце гор», поставленном балетмейстером Вахтангом Чабукиани 28 июня 1938 года. Балет этот был важной вехой на пути создания грузинского национального репертуара. Заметим, что композитор — родной брат упомянутого Джорджа Баланчина. Первые партии в этом балете исполняли сам В. Чабукиани и Татьяна Вечеслова, которая была на 5 лет моложе Мунгаловой.
Кроме премьерных ролей, Ольга выступала во многих спектаклях классического репертуара, которые сохранялись или восстанавливались на сцене ГАТОБ:
- В балете Ц. Пуни «Конёк-Горбунок» в постановке балетмейстера А. А. Горского она танцевала партии Оживлённой красавицы и Царицы вод.
- Град в балете А. К. Глазунова «Времена года».
- Арсиноя в балете А. С. Аренского «Египетские ночи», по хореографии М. М. Фокина, возобновлённом Ф. В. Лопуховым и А. И. Чекрыгиным в 1923 году.
- Принцесса Флорина и фея Бриллиантов в балете П. И. Чайковского «Спящая красавица», возобновлённом Ф. В. Лопуховым по Мариусу Петипа.
- Сильфида в балете «Шопениана», неоднократно возобновляемом по хореографии М. М. Фокина.
- Жизель и Мирта в балете А. Адана «Жизель», восстановленном А. Я. Вагановой по хореографии М. Петипа.
- Гран па из балета Пахита н музыку Л. Минкуса и Э. Дельдевеза, хореография М. Петипа.
- В балете А. Адана Корсар, восстановленном в 1931 А. Я. Вагановой по М. Петипа, исполняла партию Невольницы.

Выступала она и в современных балетах.
- В балете Р. М. Глиэра «Красный Мак» в партии Тао Хоа и в номере  «Эксцентрик и осёл».
- В балете А. А. Крейна «Лауренсия», поставленном в 1939 году В. Чабукиани, в партии Хасинты.
- В балете Б. В. Асафьева «Пламя Парижа», поставленном в 1932 году В. И. Вайноненом, исполняла партию Актрисы Мирейль де Пуатье.
- Партию Марии в балете Б. В. Асафьева «Бахчисарайский фонтан», поставленном Р. В. Захаровым в 1934 году.

Ольга Мунгалова скончалась в 1942 году на 37 году жизни в Перми (тогда Молотов), куда был эвакуирован театр. Возможно, погребена на Егошихинском кладбище, вместе с рядом работников театра. Точное нахождение могилы неизвестно.
Неизданная рукопись воспоминаний балерины хранилась в Ленинградском отделении ВТО.

## Награды
- Орден «Знак Почёта» (1 июня 1940 года) — за выдающиеся заслуги в развитии советского искусства[8].